# 奥讷勒瓦勒
奥讷勒瓦勒（法語：Osne-le-Val，法語發音：[on lə val]）是法国上马恩省的一个市镇，位于该省北部，属于圣迪济耶区。

## 地理
奥讷勒瓦勒（48°29'44"N, 5°11'32"E）面积26.92 平方千米，位于法国大東部大區上马恩省，该省份为法国东北部内陆省份，北起马恩省和默兹省，西接奥布省，西南接科多尔省，东南接上索恩省，东临孚日省。
与奥讷勒瓦勒接壤的市镇（或旧市镇、城区）包括：大欧蒂尼、小欧蒂尼、舍维永、屈雷勒、埃凡库尔、蒙特勒伊叙托南斯、索河畔帕鲁瓦、托南斯莱茹安维尔、索河畔蒙捷。

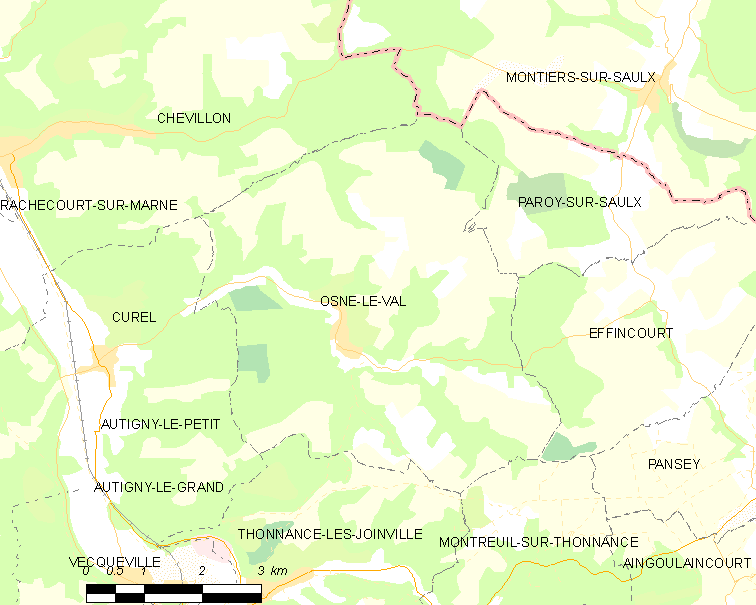
奥讷勒瓦勒的OSM定位图

奥讷勒瓦勒的时区为UTC+01:00、UTC+02:00（夏令时）。

## 行政
奥讷勒瓦勒的邮政编码为52300，INSEE市镇编码为52370。

## 政治
奥讷勒瓦勒所属的省级选区为厄尔维尔-比安维尔县。

## 人口

1962-2008年间奥讷勒瓦勒人口变化图示

奥讷勒瓦勒于2022年1月1日时的人口数量为256人。